# Jan Anderson
Joan Mary Anderson, auch als Jan Anderson bekannt (* 12. Mai 1932 in Dunedin, Neuseeland; † 28. August 2015 in Canberra, Australien), war eine neuseeländische Biochemikerin und Hochschullehrerin. Sie war außerordentliche Professorin an der Research School of Biological Sciences der Australian National University und die leitende Forschungswissenschaftlerin in der Abteilung für Pflanzenindustrie des Commonwealth Scientific and Industrial Research Organisation (CSIRO). Sie zeigte, dass der Photosynthesemechanismus aus zwei grundlegenden Komponenten besteht: Photosystem I und Photosystem II.

## Leben und Werk
Anderson war das einzige Kind von William Arthur und Mary Lee Anderson. Sie wuchs in Queenstown, der Heimatstadt ihrer Mutter, auf und ihr Vater war der einzige Landarzt der Region. Sie studierte organische Chemie an der University of Otago, wo sie 1954 einen Bachelor of Science und 1956 einen Master of Science mit Auszeichnung erwarb. Sie erhielt ein einjähriges King George V Memorial Fellowship für Neuseeland, um in den Vereinigten Staaten studieren zu können. Der Nobelpreisträger Harold C. Urey empfahl sie seinem Freund und späteren Nobelpreisträger Melvin Calvin an der University of California, Berkeley, bei dem sie von 1957 bis 1959 in organischer Chemie promovierte.

## Forschung
Innerhalb von drei Jahren schloss sie ihre Doktorarbeit ab und veröffentlichte zwei Artikel mit Calvin als Co-Autor. In der Veröffentlichung wird über die lichtabhängige Umwandlung von Violaxanthin berichtet, das heute als Schlüsselkomponente für den Schutz der photosynthetischen Membranen bei starkem Licht gilt.

### Studien zur photosynthetischen Membran
Nach ihrer Rückkehr nach Neuseeland wurde sie zur leitenden Wissenschaftslehrerin am Wellington Girls College ernannt. Von dort zog sie nach Australien, um von 1961 bis 1981 für die australische Commonwealth Scientific and Industrial Research Organization (CSIRO) in der Abteilung für Pflanzenindustrie in Canberra zu arbeiten. 1982 wurde sie dort zum Chief Research Scientist ernannt, eine Position, die sie bis zu ihrer Pensionierung 1996 innehatte.
Der Schwerpunkt ihrer Forschung dort lag auf den photosynthetischen Membranen höherer pflanzlicher Chloroplasten, die die Lichtreaktionen der Photosynthese durchführen. Sie arbeitete bei CSIRO im Labor mit Keith Boardman zusammen. 1961 hatten der britische Biochemiker Robin Hill und die Biochemikerin Faye Bendall aus Cambridge die Hypothese entwickelt, dass zwei Lichtreaktionen statt einer erforderlich sind, um Wasser zu spalten und Sonnenenergie in stabilen chemischen Formen bei der Photosynthese einzufangen. Sie schlugen zwei in Reihe wirkende Photosysteme vor, wobei (Foto-)System II möglicherweise an der Spaltung von Wasser unter Freisetzung von Sauerstoff beteiligt ist, während (Foto-)System I die Reduktionskraft für CO 2 Fixierung bereitstellt. Hill und Bendall schlugen außerdem vor, dass diese beiden Photosysteme durch zwei Cytochrome verbunden seien, ähnlich denen, die in der respiratorischen Elektronentransferkette in der besser verstandenen Mitochondrienmembran zu finden seien.
Boardman und Anderson versuchten, diese Hypothese zu testen, indem sie zwei Strategien anwendeten, um zu versuchen, die beiden mutmaßlichen Photosysteme zu trennen. Die erste Strategie, eine biologische Trennung, bestand darin herauszufinden, ob dunkel gewachsene, etiolierte Blätter ohne Chlorophyllpigmente nach der Lichteinwirkung allmählich die Photosynthese einleiten würden, wobei ein Photosystem vor dem anderen erscheint. Die zweite Strategie war weitaus erfolgreicher. Unter Verwendung von hydroponisch angebautem Spinat, der erfolgreich in Photosyntheselabors in den USA und Großbritannien eingesetzt wurde, wurden aktive Chloroplastenmembranen hergestellt. Dann wurde das Detergens Digitonin verwendet, um diese in Submembranfraktionen zu fragmentieren, die mittels Differentialzentrifugation getrennt wurden. Boardman und Anderson spekulierten, dass diese mit verschiedenen Komponenten des photosynthetischen Elektronentransfersystems angereichert würden. In einer 1964 in Nature veröffentlichten Arbeit zeigten sie, dass das Verhältnis von Chlorophyll a zu Chlorophyll b in ihren getrennten Fraktionen unterschiedlich war. 
In der später veröffentlichten Arbeit Fractionation of the photochemical systems of photosynthesis. I. Chlorophyll contents and photochemical activities of particles isolated from spinach chloroplasts wurde die Trennung einer kleinen Submembranfraktion mit hauptsächlich Photosystem I (PSI)-Funktion von einer dichteren wasserspaltenden Photosystem II (PSII)-Fraktion durch Differentialzentrifugation demonstriert. Diese teilweise physikalische Trennung zeigte zum ersten Mal, dass es tatsächlich zwei physikalisch unterschiedliche Photosysteme gab. Es wurde auch eine Schlussfolgerung gezogen, die großen Einfluss auf die Entwicklung der Photosyntheseforschung hatte: Möglicherweise befanden sich diese beiden Photosysteme in unterschiedlichen Teilen des komplizierten Membransystems. Sie spekulierten, dass PSII in den gestapelten Grana-Membrandomänen konzentriert sei, während das PSI eher peripher sei.
Sie und Boardman fanden ein drittes Cytochrom, einen anderen b-Typ (später Cytochrom b 559 genannt), das fest an PSII gebunden und eindeutig ein integraler Bestandteil dieses Fotosystems war. Später untersuchte Anderson die lichtinduzierte Oxidation von Cytochrom b 559 und versuchte, seine Funktion bei PSII zu verstehen. 
Diese Forschungen führten dazu, dass Anderson 1966 als erste Australierin ein Stipendium der Carnegie Institution für die Abteilung für Pflanzenbiologie auf dem Campus der Stanford University erhielt.
Sie erhielt weitere Auszeichnungen für ihre Forschung in den USA und Europa und erweiterte ihre Fähigkeiten in der Isolierung und Funktionsanalyse von Chlorophyll-haltigen Komponenten des Photosyntheseapparats. Von 1973 bis 1974 forschte sie in Cambridge.
Anderson wechselte im Mai 1996 zur Photobioenergetics Group von Barry Osmond an der Australian National University (ANU). Als außerordentliche Professorin an der ANU forschte sie dort bis zu ihrem Tod im Jahr 2015.
Zu ihren Forschungsinteressen gehörten die molekulare Organisation von Thyakoidmembranen, die molekularen Mechanismen der Lichtregulierung in höheren Pflanzen und die strukturelle und funktionale Dynamik des Photosystems II.
Sie starb im August 2015 im Alter von 83 Jahren in Australien.
Finanziert durch eine Schenkung von Joan Mary Anderson an die Universität verleiht die University of Otago seit 2017 den Joan Mary Anderson Award für Pflanzenbiochemie.

## Ehrungen (Auswahl)
- 1954: Senior-Stipendium der University of New Zealand
- 1956: Promotionsstipendium der University of New Zealand
- 1983: Lemberg-Medaille der Australian Biochemical Society[5]
- 1987: Fellow of the Australian Academy of Science
- 1989: Pacific Rim Fellowship, University of California
- 1996: Fellow of the Royal Society
- 1998: RN Robertson Award der Australian Society of Plant Scientists
- 1998: Ehrendoktorwürde der Universität Umeå
- 2001: Centenary Medal
- 2004: Thomson ISI Australian Citation Laureate in Plant and Animal Science
- 2007: Lifetime Achievement Award der International Society of Photosynthesize Research
- 2011: Certificate of Appreciation, Australian Society for Biochemical and Molecular Biology
- 2017: 150 Women in 150 Words der Royal Society Te Apārangi